# هولت كولير
هولت كولير (بالإنجليزية: Holt Collier)‏ هو جندي أمريكي، ولد في 1846 في مسيسيبي في الولايات المتحدة، وتوفي في 1936 في غرينفيل في الولايات المتحدة.